# Ken Klee
Pour les articles homonymes, voir Klee.
Kenneth William Klee (né le 24 avril 1971 à Indianapolis dans l'État de l'Indiana aux États-Unis) est un joueur professionnel retraité américain de hockey sur glace ayant évolué à la position de défenseur.

## Carrière
Il évolue durant 3 saisons avec les Falcons de Bowling Green, qui représentent l'université d'État de Bowling Green dans la Central Collegiate Hockey Association. Il est repêché par les Capitals de Washington qui font de lui leur choix du 9e tour, le 177e joueur au total à être repêché lors de la cuvée 1990 de la Ligue nationale de hockey.
En 1992, alors encore avec les Falcons de BGSU il rejoint les rangs de l'équipe nationale junior des États-Unis dans le cadre du championnat du monde junior de hockey sur glace où il prend part à 8 rencontres. L'année suivante, il termine son aventure universitaire par un rappel avec l'équipe nationale, mais cette fois ci avec l'équipe majeure pour qui il joue deux rencontres.
Il devient joueur professionnel en 1992 alors qu'il se joint aux Skipjacks de Baltimore de la Ligue américaine de hockey pour qui il joue durant une saison avant de rallier les rangs des Pirates de Portland avec qui il remporte en 1994 la Coupe Calder remise aux champions de la ligue américaine.
Klee fait ses débuts dans la LNH  en 1994-1995 jouant 23 rencontres avec Washington et 49 avec Portland. Dès la saison suivante, il décroche un poste à plein temps dans la LNH et ne retourne plus dans les rangs inférieurs. Il est appelé par les États-Unis à participer au Championnat du monde de hockey sur glace en 1997 où l'équipe terminera en 6e position. Au printemps de 1998, il prend part pour la seule fois de sa carrière à la finale de la Coupe Stanley, mais il n'aura pas la chance de soulever le précieux trophée.
À la fin de la saison 2002-2003, il met un terme à son association avec les Capitals ; après 11 saisons passées dans la capitale nationale, il signe un contrat avec les Maple Leafs de Toronto avec qui il obtient sa meilleure production de points en carrière avec 29. Il participe à la Coupe du monde de hockey en 2004, prenant part à 4 rencontres.
En 2005-2006, après 56 rencontres, les Leafs l'échangent aux Devils du New Jersey en retour d'Aleksandr Souglobov. Au terme de la saison, il signe à titre d'agent libre avec l'Avalanche du Colorado pour qui il ne joue qu'une saison avant de s'entendre sur un contrat à long terme avec les Thrashers d'Atlanta.
Au début de la saison 2008-2009, les Thrashers l'envoient, ainsi que Chad Painchaud et Brad Larsen, aux Ducks d'Anaheim en retour de Mathieu Schneider. Klee ne fera que passer avec les Ducks ; soumis au ballotage quelques jours plus tard, il se voit réclamé par les Coyotes de Phoenix. Au terme de cette saison, il se retire de la compétition.
En 2023, il est nommé entraîneur-chef de l’équipe du Minnesota dans la nouvelle Ligue professionnelle de hockey féminin (LPHF).

## Statistiques
Pour les significations des abréviations, voir Statistiques du hockey sur glace.

### En club
| Saison     | Équipe                   | Ligue      |     | Saison régulière | Saison régulière | Saison régulière | Saison régulière | Saison régulière | Saison régulière |   | Séries éliminatoires | Séries éliminatoires | Séries éliminatoires | Séries éliminatoires | Séries éliminatoires | Séries éliminatoires |
| Saison     | Équipe                   | Ligue      | PJ  | B                | A                | Pts              | Pun              | +/-              | PJ               | B | A                    | Pts                  | Pun                  | +/-                  |                      |                      |
| 1989-1990  | Falcons de Bowling Green | CCHA       | 39  | 0                | 5                | 5                | 52               | -                | -                | - | -                    | -                    | -                    | -                    |                      |                      |
| 1990-1991  | Falcons de Bowling Green | CCHA       | 37  | 7                | 28               | 35               | 50               | -                | -                | - | -                    | -                    | -                    | -                    |                      |                      |
| 1991-1992  | Falcons de Bowling Green | CCHA       | 10  | 0                | 1                | 1                | 14               | -                | -                | - | -                    | -                    | -                    | -                    |                      |                      |
| 1992-1993  | Skipjacks de Baltimore   | LAH        | 77  | 4                | 14               | 18               | 93               | +2               | 7                | 0 | 1                    | 1                    | 15                   | -                    |                      |                      |
| 1993-1994  | Pirates de Portland      | LAH        | 65  | 2                | 9                | 11               | 87               | 0                | 17               | 1 | 2                    | 3                    | 14                   | +3                   |                      |                      |
| 1994-1995  | Pirates de Portland      | LAH        | 49  | 5                | 7                | 12               | 89               | -                | -                | - | -                    | -                    | -                    | -                    |                      |                      |
| 1994-1995  | Capitals de Washington   | LNH        | 23  | 3                | 1                | 4                | 41               | +2               | 7                | 0 | 0                    | 0                    | 4                    | +1                   |                      |                      |
| 1995-1996  | Capitals de Washington   | LNH        | 66  | 8                | 3                | 11               | 60               | -1               | 1                | 0 | 0                    | 0                    | 0                    | 0                    |                      |                      |
| 1996-1997  | Capitals de Washington   | LNH        | 80  | 3                | 8                | 11               | 115              | -5               | -                | - | -                    | -                    | -                    | -                    |                      |                      |
| 1997-1998  | Capitals de Washington   | LNH        | 51  | 4                | 2                | 6                | 46               | -3               | 9                | 1 | 0                    | 1                    | 10                   | +2                   |                      |                      |
| 1998-1999  | Capitals de Washington   | LNH        | 78  | 7                | 13               | 20               | 80               | -9               | -                | - | -                    | -                    | -                    | -                    |                      |                      |
| 1999-2000  | Capitals de Washington   | LNH        | 80  | 7                | 13               | 20               | 79               | +8               | 5                | 0 | 1                    | 1                    | 10                   | -1                   |                      |                      |
| 2000-2001  | Capitals de Washington   | LNH        | 54  | 2                | 4                | 6                | 60               | -5               | 6                | 0 | 1                    | 1                    | 8                    | 0                    |                      |                      |
| 2001-2002  | Capitals de Washington   | LNH        | 68  | 8                | 8                | 16               | 38               | +4               | -                | - | -                    | -                    | -                    | -                    |                      |                      |
| 2002-2003  | Capitals de Washington   | LNH        | 70  | 1                | 16               | 17               | 89               | +22              | 6                | 0 | 0                    | 0                    | 6                    | +2                   |                      |                      |
| 2003-2004  | Maple Leafs de Toronto   | LNH        | 66  | 4                | 25               | 29               | 36               | -1               | 11               | 0 | 0                    | 0                    | 6                    | -1                   |                      |                      |
| 2005-2006  | Maple Leafs de Toronto   | LNH        | 56  | 3                | 12               | 15               | 66               | -1               | -                | - | -                    | -                    | -                    | -                    |                      |                      |
| 2005-2006  | Devils du New Jersey     | LNH        | 18  | 0                | 0                | 0                | 14               | -3               | 6                | 1 | 0                    | 1                    | 6                    | -1                   |                      |                      |
| 2006-2007  | Avalanche du Colorado    | LNH        | 81  | 3                | 16               | 19               | 68               | +18              | -                | - | -                    | -                    | -                    | -                    |                      |                      |
| 2007-2008  | Thrashers d'Atlanta      | LNH        | 72  | 1                | 9                | 10               | 60               | -5               | -                | - | -                    | -                    | -                    | -                    |                      |                      |
| 2008-2009  | Ducks d'Anaheim          | LNH        | 3   | 0                | 0                | 0                | 4                | 0                | -                | - | -                    | -                    | -                    | -                    |                      |                      |
| 2008-2009  | Coyotes de Phoenix       | LNH        | 68  | 1                | 10               | 11               | 24               | +9               | -                | - | -                    | -                    | -                    | -                    |                      |                      |
| Totaux LNH | Totaux LNH               | Totaux LNH | 934 | 55               | 140              | 195              | 880              | +30              | 51               | 2 | 2                    | 4                    | 50                   | +2                   |                      |                      |

### En équipe nationale
| Année | Compétition                 |   | PJ | B | A | Pts | Pun                    |  | Résultat |
| 1991  | Championnat du monde junior | 8 | 1  | 1 | 2 | 2   | 4e place               |  |          |
| 1992  | Championnat du monde        | 2 | 0  | 0 | 0 | 0   | 8e place               |  |          |
| 1997  | Championnat du monde        | 8 | 1  | 0 | 1 | 12  | 6e place               |  |          |
| 2004  | Coupe du monde              | 4 | 0  | 0 | 0 | 0   | Défaite en demi-finale |  |          |

## Honneurs et trophées
- Ligue américaine de hockey
  - Vainqueur de la Coupe Calder avec Portland en 1994.

## Transactions en carrière
- Repêchage 1990 : repêché par les Capitals de Washington (9e choix de l'équipe, 177e choix au total).
- 27 septembre 2003 : signe à titre d'agent libre avec les Maple Leafs de Toronto.
- 8 mars 2006 : échangé aux Devils du New Jersey en retour d'Aleksandr Souglobov.
- 24 juillet 2006 : signe à titre d'agent libre avec l'Avalanche du Colorado.
- 2 juillet 2007 : signe à titre d'agent libre avec les Thrashers d'Atlanta.
- 26 septembre 2008 : échangé avec Brad Larsen et Chad Painchaud aux Ducks d'Anaheim en retour de Mathieu Schneider.
- 28 octobre 2008 : réclamé au ballotage par les Coyotes de Phoenix.